# Françoise de Rimini
Françoise de Rimini es una ópera en cinco actos con música del compositor francés Ambroise Thomas, con un libreto de Michel Carré y Jules Barbier basado en la Divina commedia: Inferno de Dante. Se estrenó en la Opéra de París el 14 de abril de 1882.
Después de un paréntesis de varios años, Thomas reapareció en los escenarios parisinos con Françoise de Rimini, que tuvo un éxito mediano. Esta ópera rara vez se representa en la actualidad; en las estadísticas de Operabase no aparece entre las óperas representadas en el período 2005-2010.